# Joe Esposito
Joe Esposito (Brooklyn, Nueva York; 5 de mayo de 1948), más conocido como "Bean", es un cantautor estadounidense que tuvo una carrera moderadamente exitosa durante las décadas de los 70's y de 80's.
Fue miembro de la banda Brooklyn Dreams, más conocida por su colaboración con Donna Summer en la canción Heaven Knows. En la década de los 80's, interpretó las canciones «Lady, Lady, Lady» del filme Flashdance (1983) y «You're the Best» del largometraje The Karate Kid (1984), además de colaborar como apoyo vocal en la canción de Brenda Russell «Piano in the Dark» (1988).
Esposito es el padre de Mike Esposito, un pitcher de los Colorado Rockies.

## Discografía
- 1983  Solitary Man, Oasis Records.
- 1983 Success, MCA Records
- 1984 Just Imagine, The song Just Imagine (Way Beyond Fear), performed by Beth Anderson and Joe Esposito (as Joe "Bean" Esposito), was featured in the movie Thief of Hearts.
- 1987  Joe, Bruce and Second Ave, EMI America.
- 1996 Treated and Released, Pool Party Records.